# Palacio del Organismo Legislativo (Guatemala)
El Palacio del Organismo Legislativo (o simplemente Palacio Legislativo) es la actual sede del Congreso de la República de Guatemala, siendo construido sobre el terreno que albergó a la Sociedad Económica de Amigos del País durante el gobierno del General de División Jorge Ubico Castañeda.
El Palacio del Organismo Legislativo, o Congreso de la República, fue inaugurado el 1 de marzo de 1934, durante la gestión del presidente Jorge Ubico Castañeda. Según los registros del Instituto de Antropología e Historia (Idaeh), el edificio se comenzó a construir durante el gobierno de Lázaro Chacón (1926-1930) en el predio que ocupaba la Sociedad Económica Amigos del País, cuyo edificio fue destruido por los terremotos de 1917 y 1918.
El diseño y la dirección técnica de la construcción estuvieron a cargo del arquitecto Manuel Moreno Barahona y el encargado de los modelados fue Manuel Domínguez. Los revestimientos interiores y exteriores fueron fabricados en los Talleres Pullin.
La fachada mide 50 metros de longitud, en la que destacan 18 columnas de cemento armado de estilo jónico. Las ventanas exteriores e interiores tienen ornamentaciones en cobre estilo greco-romano. Las puertas fueron talladas en madera caoba, con elementos barroco, churrigueresco y mudéjar.
Según descripciones del Idaeh, las puertas de ingreso son de arco de medio punto de madera de caoba, con clavijas de cobre y montante o sobrepuerta de madera y vidrio, rematando los dos ingresos con un frontón triangular.
El edificio está dividido en dos, a la derecha en el frente tiene un amplio vestíbulo que dirige a la sala de sesiones, la sala de recepciones, y al despacho de la Presidencia.
Al Palacio del Organismo Legislativo se han adherido otras edificaciones que albergan salas legislativas de trabajo y oficinas administrativas, entre ellas La Casa Larrazábal y La Casa de la Cultura, declaradas Patrimonio Cultural por medio del decreto ministerial 328-98, del Ministerio de Cultura y Deportes.

## Galería

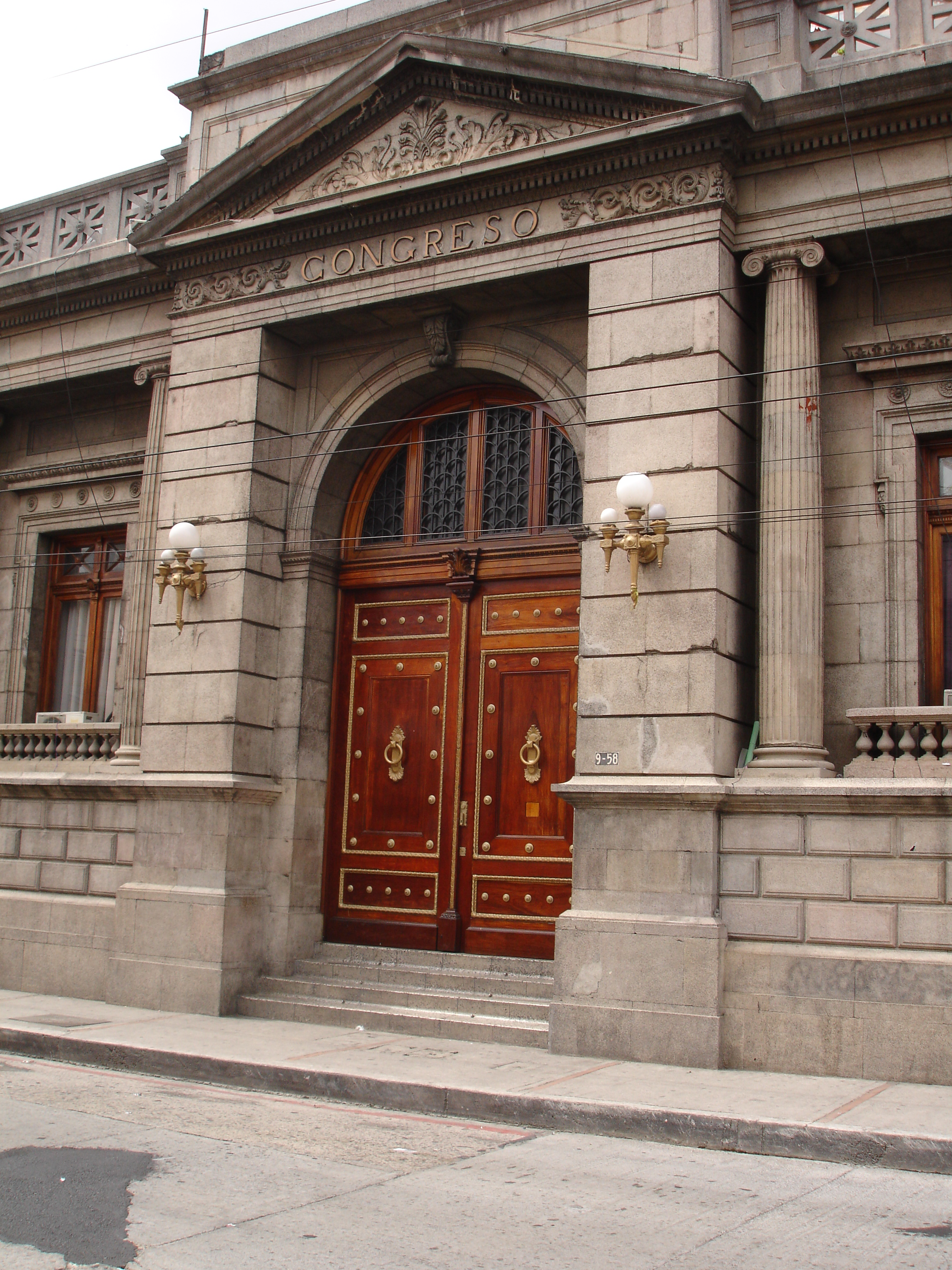
Entrada principal del Palacio Legislativo
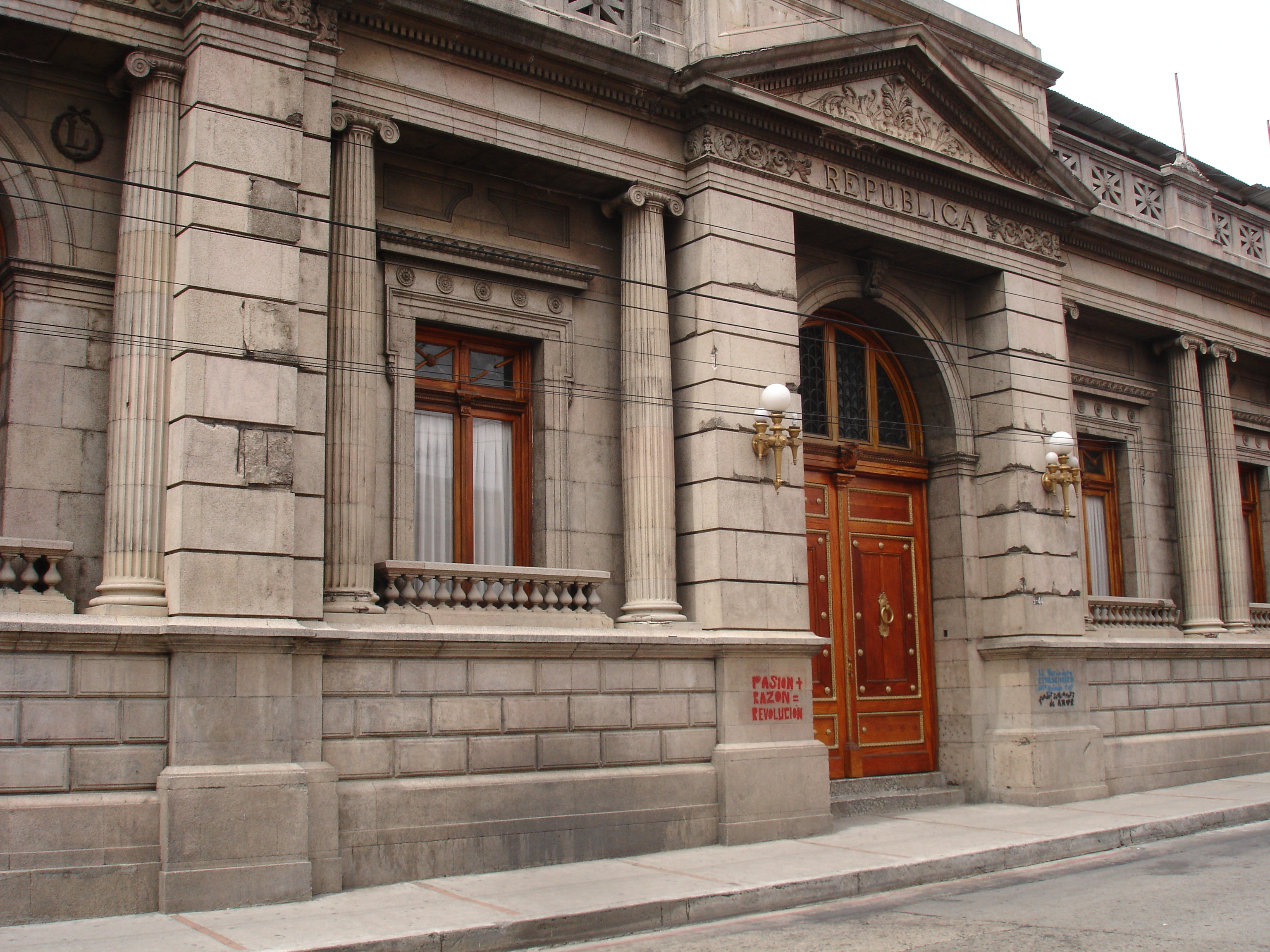
Segunda entrada del Palacio Legislativo